# ハンブレッダーズ
ハンブレッダーズ（英語: Humbreaders）は、日本のロックバンド。所属事務所は次世代。レーベルはトイズファクトリー。略称は「ハンブレ」。

## 概要
Vo.ムツムロアキラと旧Gt.吉野エクスプロージョンが中心となって高校の文化祭に出るため結成された、大阪発の4人組4ピースバンド。
2020年2月19日メジャーデビュー。メジャーデビュー後もしばらくは大阪に住んでいたが、2021年6月に上京。
初期のキャッチコピーは「ネバーエンディング思春期」。また初期は「Hum breaders」と英語表記で活動しており、Vo.は旧Gt.吉野エクスプロージョンが多かった。Vo.ムツムロが書く青春を思い出させる韻を踏んだ甘酸っぱい歌詞が音楽好きの共感を呼び、中高生を中心に大人気。

### 結成
きっかけは、旧Gt.吉野エクスプロージョンが中学1年でTVアニメ「けいおん!」を見た事により、多大な刺激を受けた事により、自身でもやってみたいという思いから始まる。

### バンド名の由来
某ハンバーガーショップでバンド名を決めようとなったが中々決まらず「判断基準がブレてきた」という所から「ハンブレッダーズ」と名付けられた。
しかしVo.ムツムロがYouTubeで不定期配信している『ハンブレッダーズの見るラジオ』でバンド名の由来を聞かれた時、当時のメンバーが一人一人思いついたバンド名を紙に書いたら全員「ハンブレッダーズ」だったと言っている。よく"ハンブレッターズ"と間違えられる。

### 楽曲制作
作詞は全てVo.ムツムロ アキラが行っている。弾き語りでメンバーに聞かせてそこからメンバー全員で作曲していく。

## メンバー

### 現メンバー
- ムツムロ アキラ（1994年3月3日（31歳） - ）
  - 本名：六室 慧（むつむろ あきら）。ボーカル、ギター担当。
  - 大阪府吹田市出身。千里山グレース幼稚園、吹田市立千里第二小学校、同志社香里中学、同志社香里高校、同志社大学文化情報学部卒業。楽曲の全て作詞をしている。
  - 同志社大学軽音サークルPENTA OB[4]
  - 初期は「六室慧」名義で活動していた。血液型B型[5]。身長172cm。妹が二人いる。小学校の頃転校したことがある。
  - 中学時代は剣道部だったが、練習の厳しさなどからすぐに嫌になり、クラシックギターを始めることを口実にやめた。クラシックギターは父親に買ってもらった。
  - 曲を作るときは、「17歳の自分が聞いてどう思うか」ということを大切にしている。影響を受けたアーティストはELLEGARDEN、銀杏BOYZ、the chef cooks me、ハヌマーン、セツナブルースター、エレファントカシマシなどを挙げている[6]。
  - 小学生の時、模試で全国50位以内に入ったことがある。趣味は映画鑑賞、スニーカー収集など。
  - 東京進出時、同じ駅を使っていたため、100円ショップでタッパーを買った帰りに、ホームセンターで突っ張り棒を買った木島に偶然出会ったというエピソードがある（その時木島は、隠れようにもどうしようもなかったという）。
  - でらし曰く、大学の軽音サークルの中で一番呑めない。

- でらし（1994年9月1日（30歳） - ）
  - 本名：小野寺 一貴（おのでら かずたか）。ベース、コーラス担当。
  - 栃木県足利市出身。みどり幼稚園、足利高校、同志社大学経済学部卒業。身長167cm。血液型A型。元秒針、title。ちゃんとした姉が二人いる[5]。
  - 同志社大学軽音サークルPENTA、とんがりぼうし OB[4]
  - 中学時代は卓球部に所属。高校生でベースにのめりこんだ。大学の軽音サークルの新歓でVo.ムツムロと出会う。
  - 2016年4月、前Ba.まっちゃん脱退に伴い加入。スピッツの大ファン[7]。
  - 趣味はゲーム、サウナ、サッカー、などと多趣味。カメラで写真を取ることにハマっている。『でらし“でらし”』としてYouTubeでゲーム配信をしている。
  - 半角スペースにうるさくメンバーのSNSをフォローしていない。
  - 一番好きな映画はスパイダーマン:ノー・ウェイ・ホーム。スパイダーマン:ノー・ウェイ・ホームが公開される前はアルマゲドンだった。
  - ムツムロアキラの次に呑めない。アルコールパッチテストで真っ赤になったという。
- 木島（1994年1月23日（31歳） - ）
  - 本名：木島 友規（きじま ゆうき）。ドラム担当。
  - 大阪府箕面市出身、青山幼稚園、同志社香里中学、同志社香里高校、同志社大学卒業。同志社大学大学院修了。血液型A型[5]。身長173cm。
  - 中学時代はテニス部に所属していた。ギター、ベースを始めるが挫折し、父親もしていたドラムを始める。好きなアーティストは、スピッツ、Base Ball Bear、パスピエ[8]。
  - 大学時代はリチウムイオン電池について研究していた。教員免許を取っており、学生塾で塾講師を務めていた時期があった。
  - SNSでは句読点の代わりにコンマとピリオドを使う。
  - 好きなものは、アニメ、声優、猫など。アニメのコンテンツに関してはバンドリ!mygo!!!!!、Ave Mujicaが好きでliveにも行ったことがある。[9][10]
  - 好きな食べ物は寿司。食にあまり執着がなく仙台の遠征で牛タン屋に行った際に1人だけ坦々麺を頼んだ。
- ukicaster（1993年10月30日（31歳） - )
  - 大阪出身、ギター担当。通称うきくん
  - ライトフライト (現在活動休止中)のボーカル・ギター。2019年頃よりサポートメンバーを務め、メジャーデビュー以降はほとんどのライブに出演していた。血液型AB型。身長173cm。ハンブレッダーズのファンである弟が一人いる。
  - 2022年10月4日より正式メンバーとして加入[11]。
  - フェンダー・ストラトキャスターが好きで、名前のukicasterはストラトキャスターと、憧れてギターを始めるきっかけとなったポルノグラフィティのギタリスト新藤晴一のXユーザー名の@blackcasterを真似て取っている。UNISON SQUARE GARDEN、ガンズ・アンド・ローゼズの大ファン。
  - まだ芸名を決めてなかった頃、ファンからサインを求められ、その場の思いつきでXユーザー名であるukicasterを書き、その名を背負っていくことに決めた。ハンブレッダーズ加入以前に、本名で活動していた時期がある。
  - UNISON SQUARE GARDENの「桜のあと (all quartets lead to the?)」のMVに出演している。
  - デジモンと猫などの可愛い生き物が好きで、メンバーから誕生日プレゼントにプラモデルを貰ったこともある。
  - 都営バスの公式キャラクター『みんくる』が好きでLINEスタンプやマスコットを購入している。
  - 2024年7月25日に日本武道館にて開催された「UNISON SQUARE GARDEN 20th Anniversary LIVE オーケストラを観にいこう」に「桜のあと (all quartets lead to the?)」でゲストギタリストとして出演した。

### サポートメンバー
- 吉野エクスプロージョン（1994年1月18日（31歳））（（夜と）SAMPO）
  - 本名：吉野遼太郎(よしの りょうたろう)。ギター担当。
  - 2019年5月8日をもってサポートに降格。
- yokodori（元tonetone/Yatto_Aetane）
- 永田涼司（Couple/元The Floor）

### 旧メンバー
- まっちゃん
- 吉野エクスプロージョン

## 略歴
2009年
- 高校1年生の時に文化祭に出演するために結成。10月31日に初ライブ[12]。

2015年
- 10月 - 加速するラブズとのツーマンライブ会場にて共同制作曲 “青春共騒色” の音源を無料配布。

2016年
- 2月 - 1stアルバム「RE YOUTH」を会場限定発売。ベーシストが交代。
- 8月 - 1stシングルを会場限定リリース&レコ発イベントを開催（ソールドアウト）。

2017年
- 2月 - 2ndシングルを会場限定でリリース。
- 8月 - SUMMER SONIC2017に出演。
- 9月 - ベランパレードとツーマンツアーを東阪福で行う。
- 12月 - eo Music Try決勝ライブに出場、ミズノ賞と準グランプリをW受賞。

2018年
- 1月 - 初の全国流通版「純異性交遊」を発売。サウンドディレクターとしてスピッツのディレクター竹内修が参加[13]。
- 11月 - 2ndアルバム「イマジナリー・ノンフィクション」発売。
- 12月 - ムツムロアキラが喉の不調によりドクターストップを勧告されたため年末イベント3公演をキャンセル[14]。

2019年
- 5月 - 吉野エクスプロージョンがサポートギターに降格。

2020年
- 2月 - トイズファクトリーよりメジャーデビュー[15]。

2021年
- 『真・中華一番!』『迷宮ブラックカンパニー』『DRAGON QUEST -ダイの大冒険-』と、立て続けにテレビアニメのタイアップを担当。
- 12月 - テレビ朝日系『ミュージックステーション』の未来の音楽界を背負っていく次世代アーティストにスポットライトを当てるYouTubeオリジナル企画『Spotlight』に登場[16]。
- 12月31日『COUNT DOWN TV』の年末スペシャルに出演した。

2022年
- 2021年の冬の夜、ライブ終わりにホテルへ向かう途中、コンビニ前でコーヒーを飲みながらukicasterがムツムロアキラに｢俺以外がハンブレッダーズで弾くところを見たくない｣とラブコール。ムツムロが｢じゃあ俺の隣でギターを弾いてくれ｣と答え、ukicasterがメンバーとして正式加入[11]。

## ディスコグラフィ

### 配布音源
|                | タイトル                       | 収録曲                                                                         | 備考                               |
| -------------- | ------------------------------ | ------------------------------------------------------------------------------ | ---------------------------------- |
| 2013年         | 履歴書                         | 1. 青春の残響 2. その男、お祭り男爵につき 3. メランコリーと2人きり 4. 反撃の光 |                                    |
| 2016年12月10日 | 12/10 ツアーファイナル限定音源 | 1. オハッシ! 2. オハッシ!(instrumental)                                        | レコ発ファイナル大阪編にて無料配布 |

### シングル
|          | 発売日        | タイトル                                    | 規格品番                                          | 収録曲                                                                                                | 備考             |
| -------- | ------------- | ------------------------------------------- | ------------------------------------------------- | --- | ---------------- |
| 自主制作 |               | 1st Demo CD                                 |                                                   | 1. シングルコイル・プラネット 2. なんくるないさ                                                       | 完売             |
| 自主制作 | 2014年        | 2nd Demo CD                                 |                                                   | 1. 青春の残響 2. スロウダウン 3. 反撃の光                                                             | 完売             |
| 自主制作 | 2015年1月12日 | BOY NEEDS GIRL                              |                                                   | 1. RADIO GIRL 2. アイラブドユー 3. ロストインユース                                                   | 完売             |
| 自主制作 | 2016年8月21日 | フェイクファー / コントレイルは空に溶けて   |                                                   | 1. フェイクファー 2. コントレイルは空に溶けて                                                         | 完売             |
| 自主制作 | 2017年2月26日 | スクールマジシャンガール / 既読無視殺人未遂 |                                                   | 1. スクールマジシャンガール 2. 既読無視殺人未遂                                                       | 完売             |
| 1st      | 2021年1月20日 | COLORS                                      | TFCC-89694                                        | 1. COLORS 2. フェイバリットソング 3. パーカー                                                         | オリコン最高18位 |
| 2nd      | 2021年7月21日 | ワールドイズマイン                          | TFCC-89711                                        | 1. ワールドイズマイン 2. ファイナルボーイフレンド (2021) 3. 遠足                                      | オリコン最高27位 |
| 3rd      | 2023年2月8日  | またね/THE SONG                             | TFCC-89759（通常盤） TFCC-89760（初回生産限定盤） | 1. またね 2. THE SONG 3. デイドリームビート（アコースティックver.） 4. ギター（アコースティックver.） | オリコン最高23位 |

### 配信限定シングル
| 発売日         | タイトル                     |
| -------------- | ---------------------------- |
| 2019年6月12日  | 銀河高速                     |
| 2020年4月20日  | ライブハウスで会おうぜ       |
| 2022年6月24日  | カラオケ・サマーバケーション |
| 2022年10月5日  | 光                           |
| 2023年1月25日  | またね                       |
| 2023年12月13日 | グー                         |
| 2024年1月17日  | ビートアディクション         |
| 2024年2月7日   | DANCING IN THE ROOM          |
| 2024年7月17日  | ⚡                           |
| 2024年10月9日  | フィードバックを鳴らして     |
| 2024年11月6日  | アクション！                 |
| 2025年1月15日  | 夜明けの歌                   |
| 2025年3月19日  | バタフライエフェクト         |

### アルバム
|          | 発売日         | タイトル                       | 規格品番                                           | 収録曲 | 備考                                                               |
| -------- | -------------- | ------------------------------ | -------------------------------------------------- | --- | ------------------------------------------------------------------ |
| 1st mini | 2016年2月28日  | RE YOUTH                       |                                                    | 1. 逃飛行 2. 君がいなくたって 3. ブルーアイズ・ホワイトガール 4. 席替え 5. ミッドナイトフリクションベイビー 6. パルプンテ 7. チェリーボーイ・シンドローム | 完売 2025年ファンクラブ限定ライブ「帰宅部定期演奏会vol.2」にて再販 |
| 1st      | 2018年1月17日  | 純異性交遊                     | HUMB-001                                           | 1. DAY DREAM BEAT 2. スクールマジシャンガール(純mix) 3. ユーモアセンス 4. 常識の範疇 5. フェイクファー(純mix) 6. 睡眠至上主義 7. ファイナルボーイフレンド 8. 付き合ってないけどお互いに | オリコン最高64位                                                   |
| 2nd      | 2018年11月21日 | イマジナリー・ノンフィクション | HUMB-002                                           | 1. 弱者の為の騒音を 2. 口笛を吹くように 3. 嫌 4. CRYING BABY 5. エンドレスヘイト 6. RADIO GIRL | オリコン最高62位                                                   |
| 1st Full | 2020年2月19日  | ユースレスマシン               | TFCC-86706:初回特装盤 TFCC-86707:通常盤            | 1. ユースレスマシン 2. 見開きページ 3. ユアペース 4. ブランコに揺られて 5. マイラブリーボアダム 6. 約束 7. 聞こえないように 8. 都会に憧れて 9. SUMMER PLANNING 10. 逃飛行 11. 大掃除の後 初回特装盤ボーナスディスク 1. ハンブレッダーズのミッドナイト放送室 2. ～ユースレスマシン解説編～M-2 銀河高速 - ムツムロ アキラ書き下ろしエッセイ集 - 三方背スリーブケース入り | メジャーデビュー作 オリコン最高24位                                |
| 2nd Full | 2021年11月24日 | ギター                         | TFCC-86789～86790:初回生産限定盤 TFCC-86791:通常盤 | 1. 再生 2. ギター 3. BGMになるなよ 4. ガチャガチャ 5. スローモーション 6. STILL DREAMING 7. COLORS 8. 名前 9. 天国 10. プロポーズ 11. ワールドイズマイン 12. アイソレーション 13. 君は絶対 14. ライブハウスで会おうぜ Blu-ray（初回生産限定盤のみ） - ハンブレッダーズ “きっと何かが変わるはず”ワンマンツアー」at TSUTAYA O-EAST 1. 銀河高速 2. 見開きページ 3. 弱者の為の騒音を 4. SUMMER PLANNING 5. 都会に憧れて 6. ユアペース 7. パーカー 8. ファイナルボーイフレンド 9. COLORS 10. フェイバリットソング 11. ユースレスマシン 12. ライブハウスで会おうぜ 13. STILL DREAMING 14. DAY DREAM BEAT - Special Booklet（初回生産限定盤のみ） | オリコン最高27位                                                   |
| 3rd Full | 2022年11月9日  | ヤバすぎるスピード             | TFCC-86881~86882:初回生産限定盤 TFCC-86883:通常盤  | 1. 起きろ！ 2. ヤバすぎるスピード 3. いいね 4. 才能 5. パーティーを抜け出して 6. アイラブユー 7. AI LOVE YOU 8. ヒューマンエラー 9. カラオケ・サマーバケーション 10. 東京 11. 光 Blu-ray （初回生産限定盤のみ） - 「ハンブレッダーズ ワンマンツアー2022 “ギター！ギター！ギター！”」at TOKYO DOME CITY HALL 1. 再生 2. ギター 3. ユースレスマシン 4. アイソレーション 5. COLORS 6. スローモーション 7. STILL DREAMING 8. ガチャガチャ 9. 名前 10. 天国 11. プロポーズ 12. ワールドイズマイン 13. 弱者の為の騒音を 14. BGMになるなよ 15. 君は絶対 16. 銀河高速 17. ライブハウスで会おうぜ 18. フェイバリットソング                          | オリコン最高11位                                                   |
| 4th Full | 2024年2月21日  | はじめから自由だった           | TFCC-81061~81062:初回生産限定盤 TFCC-81063:通常盤  | 1. はじめから自由だった 2. サレンダー 3. ビートアディクション 4. 十七歳 5. DANCING IN THE ROOM 6. ひらがな 7. またね 8. ペーパームーン 9. 無駄な抵抗 10. グー 11. THE SONG Blu-ray （初回生産限定盤のみ） - 「ハンブレッダーズ “ヤバすぎるワンマンツアー2023”」at NHK HALL 1. 起きろ！ 2. ワールドイズマイン 3. 見開きページ 4. いいね 5. 再生 6. プロポーズ 7. パーティーを抜け出して 8. ファイナルボーイフレンド 9. ヒューマンエラー 10. 才能 11. アイラブユー 12. 常識の範疇 13. ギター 14. 光 15. ヤバすぎるスピード 16. 東京 17. BGMになるなよ 18. THE SONG 19. またね 20. DAY DREAM BEAT 21. 逃避行 22. ライブハウスで会おうぜ       | オリコン最高17位                                                   |

### 映像作品
- “Cagayake!BOYZ”ワンマンツアー at 梅田CLUB QUATTRO（2019年8月13日）
ライブ会場・通販限定発売のDVD。
- ハンブレッダーズ 15周年記念ワンマンライブ「放課後Jタイム & 放課後Bタイム」（2025年2月19日）
2024年3月24日の大阪城ホール公演「放課後Jタイム ～15th Special～」、10月9日の日本武道館公演「放課後Bタイム ～15th Special～」をBlu-ray2枚組で収録。

### 参加作品
| 発売日         | タイトル                                                     | 規格品番        | 収録曲           | 備考                 |
| -------------- | ------------------------------------------------------------ | --------------- | ---------------- | -------------------- |
| 2016年01月20日 | JACKMAN RECORDS COMPILATION ALBUM vol.13-赤盤- RO69JACK 2015 | ROJR-0051       | 口笛を吹くように |                      |
| 2017年12月06日 | physical new graffiti vol.1                                  | UXCL-129        | 逃飛行           |                      |
| 2021年10月20日 | 岡崎体育『FIGHT CLUB』                                       | SECL-2698〜2699 | Hospital         | でらしが演奏で参加。 |

### 楽曲提供
- オムニバス映画「21世紀の女の子」「愛はどこにも消えない」
- SexyZone「カラクリだらけのテンダネス/すっぴんKISS」すっぴん盤「ワガママLADY」
- 夢みるアドレセンス「メロンソーダ」

## タイアップ一覧
| 使用年 | 曲名                     | タイアップ                                                                                       |
| ------ | ------------------------ | ------------------------------------------------------------------------------------------------ |
| 2017年 | フェイクファー           | IPU・環太平洋大学 CMソング                                                                       |
| 2018年 | DAY DREAM BEAT           | 関西テレビ『ミュージャック』2018年1月度エンディングテーマ                                        |
| 2018年 | RADIO GIRL               | フジテレビ『美少女クエスト』オープニング/エンディングテーマ                                      |
| 2018年 | 弱者の為の騒音を         | 関西テレビ『ミュージャック』2018年11月度エンディングテーマ                                       |
| 2020年 | ユースレスマシン         | 関西テレビ カンテレドラマらぼ『エ・キ・ス・ト・ラ!!!』主題歌                                     |
| 2020年 | マイラブリーボアダム     | MBCテレビ『週刊1チャンネル』オープニングテーマ                                                   |
| 2020年 | 大掃除の後               | MBCテレビ『週刊1チャンネル』エンディングテーマ                                                   |
| 2020年 | ライブハウスで会おうぜ   | 札幌テレビ『熱烈!ホットサンド!』5月・6月のエンドテーマ                                           |
| 2021年 | COLORS                   | テレビアニメ『真・中華一番!』第2期エンディングテーマ                                             |
| 2021年 | STILL DREAMING           | 第一建設工業『「夢の先篇」 -鉄道の仕事は、街づくりだ。-』CMソング                                |
| 2021年 | ワールドイズマイン       | テレビアニメ『迷宮ブラックカンパニー』エンディングテーマ                                         |
| 2021年 | スローモーション         | ポカリスエット協力Webムービー「15歳での挫折と決断。インターハイで果たす3年前の約束」テーマソング |
| 2021年 | 名前                     | テレビアニメ『ドラゴンクエスト ダイの大冒険』第5クールエンディングテーマ                         |
| 2022年 | 再生                     | テレビ愛知制作・テレビ東京系6局ネット『ハナコ書店』エンディングテーマ                            |
| 2022年 | 光                       | テレビアニメ『忍の一時』オープニングテーマ                                                       |
| 2023年 | またね                   | テレビ東京系アニメ『BORUTO-ボルト- -NARUTO NEXT GENERATIONS-』1月クールエンディングテーマ        |
| 2023年 | 銀河高速                 | ABEMA格闘TIMES『ONEフライデーファイツ』使用曲                                                    |
| 2023年 | THE SONG                 | 「男子ゴルフ ABEMAツアー2023」テーマソング                                                       |
| 2024年 | はじめから自由だった     | 関西テレビ『プロ野球中継2024』テーマ曲                                                           |
| 2024年 | フィードバックを鳴らして | テレビアニメ『鴨乃橋ロンの禁断推理』2nd Season オープニングテーマ                                |
| 2024年 | アクション！             | カンテレ×DMMドラマ『デスゲームで待ってる』主題歌                                                 |
| 2025年 | 夜明けの歌               | テレビアニメ『マジック・メイカー 〜異世界魔法の作り方〜』エンディングテーマ                      |
| 2025年 | ⚡                       | MBS『MBSベースボールパーク』2025年テーマソング                                                   |
| 2025年 | バタフライエフェクト     | 関西電力スペシャルムービー『ガクチカ卒業日』テーマソング                                         |

## ヘビーローテーション/パワープレイ

### テレビ
| 放送年 | 曲名             | ヘビーローテーション/パワープレイ                                  |
| ------ | ---------------- | ------------------------------------------------------------------ |
| 2018年 | DAY DREAM BEAT   | MUSIC ON! TV 2018年1月度M-ON! Reccomend                            |
| 2018年 | DAY DREAM BEAT   | 関西テレビ『音エモン』2018年1月度マンスリープッシュ「音エ〜モン」  |
| 2018年 | 弱者の為の騒音を | 関西テレビ『音エモン』2018年11月度マンスリープッシュ「音エ〜モン」 |
| 2020年 | ユースレスマシン | スペースシャワーTV 2020年2月度POWER PUSH!                          |
| 2020年 | ユアペース       | CBCテレビ 2020年3月「超音楽」                                      |
| 2022年 | 再生             | CBCテレビ 2022年1月「超音楽」                                      |

## 受賞
- “The 8th Music Revolution”2015 ジャパンファイナリスト
- LD&K “宇田川コーリング U21” ファイナリスト
- “RO69JACK2015” 入賞
- eo music try 2015 ノミネート
- “RO69JACK2017” 入賞
- eo music try 2017 準グランプリ&ミズノ賞受賞
- 2019年CDショップ大賞関西ブロック賞（純異性交遊）

## 出演
- ハンブレッダーズ・ムツムロ アキラのオールナイトニッポン０(ZERO)（2024年2月11日）ムツムロのみ